# Walking Tall
Walking Tall (bra: Com as Próprias Mãos; prt: Justiceiro Incorruptível ou Walking Tall - Justiceiro Incorruptível) é um filme estadunidense de 2004, dos gêneros ação, drama e aventura, dirigido por Kevin Bray.
O longa, estrelado por Dwayne Johnson, é baseado na história real de Buford Pusser. Foi lançado em 29 de outubro de 2004 no Brasil  e 2 de abril de 2004 nos Estados Unidos.
Trata-se de uma regravação de um filme homônimo de 1973 (traduzido no Brasil como Justiça Selvagem), dirigido por Phil Karlson.

## Enredo
O soldado aposentado Chris Vaughn (Dwayne Johnson) decide iniciar uma nova vida em sua cidade natal, mas logo percebe que seus antigos amigos se aliaram a criminosos. Chris decide então se tornar xerife e moralizar a cidade, mas para isso põe em risco a segurança de sua família.

## Elenco
- Dwayne Johnson como Chris Vaughn
- Johnny Knoxville como Ray Templeton
- Neal McDonough como Jay Hamilton
- Ashley Scott como Deni
- Kristen Wilson como Michelle Vaughn
- Khleo Thomas como Pete Vaughn
- Kevin Durand como Booth
- Ryan Robbins como Travis
- John Beasley como pai de Chris

## Recepção
Walking Tall recebeu geralmente avaliações negativas dos críticos especializados. Baseado em 128 avaliações postadas no website Rotten Tomatoes, 24% dos críticos concederam uma critica positiva ao filme, com uma classificação média de 4,4 de 10.
Apesar da recepção muito negativa, o filme arrecadou mais de US$ 100 milhões na bilheteria (US$ 57 milhões em todo o mundo; US$ 46 milhões nos EUA). O orçamento do filme foi de US$ 46 milhões.